# Баал Шем Тов
Баал Шем Тов (івр. בעל שם טוב, дослівно єврейською: Володар доброго імені, скорочено БеШТ, справжнє ім'я Ісраель бен Еліезер; 25 серпня 1698, с. Окопи, нині Борщівський район, Тернопільська область — 22 травня 1760, Меджибіж, нині Хмельницький район, Хмельницька область) — єврейський цадик (з івриту — праведник); засновник хасидського руху, однієї з найвпливовіших течій у сучасному юдаїзмі.

## Життєпис

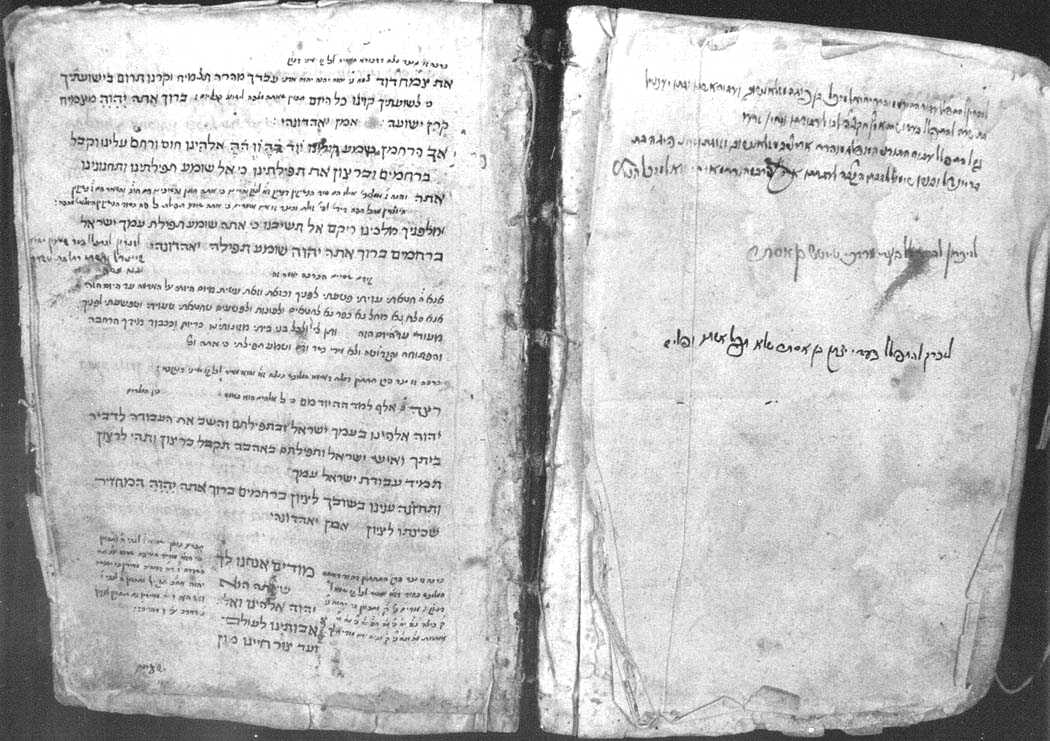
Молитовник (євр. сіддур), що належав Баал Шем Тову

Народився на Поділлі в містечку Окопи 1698 року (за одними джерелами, за іншими — у 1700 році), мабуть, у бідній родині. У юності перепробував різні «чорні» роботи. У своєму колі став відомим як цілитель, що лікував хворих за допомогою магічних заклинань та амулетів (звідси його ім'я «володар доброго імені»). У кінці 1730-х років Баал Шем Тов перестав вести самітній спосіб життя і виступив у ролі духовного керівника, а в 1740-х навколо нього вже зібралася група учнів, відома під назвою «Свята громада», що сприйняла його шлях служіння Богу.
Баал Шем Тов не був на той час вченим у прямому розумінні слова. Він не залишив авторської літературної спадщини. Але, якщо вірити легендам, це була фігура значна та обдарована, а не бузувір, як вважали його опоненти. Що він був людиною непересічною, свідчить хоча б той факт, що відомі вчені — талмудисти приєднувались до нього чи повністю корились йому, за що їх жорстоко переслідували.
Помер у 1760 році в Меджибожі, проживши тут своїх найплідніших 20 років.

## Продовження його справи
Залишив після себе рух, що уже склався, хоч розмах його на той час визначити нелегко. На чолі руху став не найближчий учень Бешта — раббі Яков Йосеф Коген з Полонного, що тісно був із ним пов'язаний протягом багатьох літ і який зберіг висловлення Бешта та записав його вчення, а відносно нова людина — рабин Дов Бер із Межиріча — визначний магід хасидизму. Під керівництвом великого Маггіда (1760—1772) хасидизм набрав широкого розмаху в Східній Європі, став реальною суспільною силою і витримав серйозну сутичку з главами єврейських общин Польщі та Литви.

## Посмертне шанування
6 Сівана (десь наприкінці травня) хасиди зі всього світу з'їжджаються в Меджибіж, відзначити початок щорічного свята Шавуот — свята дарування Творцем Тори єврейському народу на горі Синай і помолитися на місці поховання Баал Шем Това. До місця його поховання щорічно з'їжджаються хасиди зі всього світу.
На місці поховання Баал Шем Това, Ісраель Меір Габбай допоміг з відновлення могили та огеля Баал Шем Това, який також включає могили Дегель Махане Єфрема, Аптера Рава та рабина Боруха з Меджибіжа.

## Бешт та опришки
Багато фактів з життя засновника хасидизму залишилися у формі легенд та народних історій, які записували його учні. Одним з цікавих циклів розповідей про життя Бешта є знайомство та взаємодія з отаманом опришків Олексою Довбушем. В різних історіях Бешт зображується перед читачем як наймач, власник крамниці тощо. Існують розповіді про те як Бешт виступав як суддею для опришків у вирішенні їхніх конфліктів. Також є легенди про те, як Бешт допомагав євреям у небезпеці і як опришки проявляли повагу до нього. Більшість розповідей зосереджена на Бешті, але є й ті, де головну роль відіграють опришки або сам Олекса Довбуш.
У Карпатському періоді свого життя Бешт практикував відлюдництво. Природа Карпат сприяла усамітненню та чуттєвому сприйняттю світу. Є легенди про те, як природа підкорювалась Бешту, і як він допомагав опришкам у важких ситуаціях. Хоча деякі деталі розповідей можуть бути вигаданими, існування таких видатних персон у регіоні сприяло зміцненню взаємовідносин між українцями та євреями.
Існують оповідання про те, що Бешт виступав своєрідним суддею опришків при вирішенні їхніх суперечок. Безумовно, виникали конфлікти у опришків щодо рішень, які запропонував Бешт. В українському фольклорі є історія про те, як один з незадоволених хотів вбити Бешта під час сну, але невідома сила зупинила опришка і збила його до напівсмерті. За іншою легендою, коли в лісі на Бешта і купця напали опришки, цадик зачарував їх, і вони втекли.
Інша, більш цікава легенда, пов'язана з зустріччю Бешта і Довбуша в горах. Мова йде про порятунок Олекси Довбуша в районі Коломиї. Відомо, що Бешт любив проводити час біля водоспаду. Якось, перебуваючи в молитві, він побачив опришків, які врятувалися від переслідування. За ними гналися польські і угорські шляхтичі. Цадик вирішив допомогти опришкам і приховав їх у печері, що знаходилась за водоспадом. Загоном опришків керував Довбуш. За порятунок він подарував невідомому свою люльку. Саме ця люлька, у подальшому, з'являлася в різних історіях, пов'язаних з Бештом, він палив її до кінця своїх днів. За іншою версією, Бешт приховав їх від австрійської поліції в печері з підземними ходами, по яких Олекса Довбуш зі своїм загоном утік від переслідувачів.
Також є оповідання, яке лягло в основу твору Ш. Мельцера про останні дні Олекси Довбуша, який якось прийшов до Бешта за порадою, як очиститися від гріхів, і які поради дав йому праведник.
У основному головним героєм подібних оповідань є Бешт, який допомагає в різних ситуаціях. Незважаючи на це, є і оповідання, де головну роль відіграють опришки або сам Олекса Довбуш. Так, за однією з версій саме вони запропонували Бешту пройти  підземними ходами з Карпат до Ерец-Ізраїлю. Ця печера біля містечка Кути досі є туристичною пам'яткою краю. Чи було це насправді чи ні, ніхто точно не знає, але існування таких виняткових осіб в одному регіоні і в один час сприяло з'єднанню їх життєвих шляхів хоча б в легендах. Крім того, багато моментів саміх легенд про Бааль Шем Това та Олексу Довбуша мають багато спільного: дивовижне народження, явлення своєму народу, керування силами природи та багато іншого.

## Нащадки
Серед нащадків Баал Шем Това поширене прізвище Башмет, скорочення від Баал Шем Тов.
Його правнук — головний київський рабин Нухим Вайсблат.
2002 року в селі Пороги Ямпільського району на Вінниччині знайшли могилу іншого правнука Баал Шем Това — Борха Рабиновича.
Але найбільш відомим правнуком є Нахман з Брацлава — засновник брацлавського (бресловського) хасидизму. Його могила знаходиться в місті Умань і є місцем паломництва хасидів з усього світу. Його мамою була  внучка Баал Шем Това ребецне Фейга, а батько Сімха був сином Нахмана з Городенки — одного з найближчих учнів та послідовників Баал Шем Това. Нахман навіть виріс у домі Баал Шем Това, оскільки його успадкували його батьки.

## Вислови
- Мир — від Бога і в Бозі;
- Людина — ніби сходи, які вершиною упираються в небо; всі її діяння і слова впливають на небесні сфери;
- Жодна людина не падає так низько, щоб не мати змоги піднятися до свого Творця;
- Щоб витягнути з бруду собі подібного, треба самому вступити в бруд;
- Маленькі праведники люблять маленьких грішників, великий праведник любить великого грішника;
- Інколи святість — всього-на-всього нечиста спокуса;
- Не відкидай краси дівчини, але прагни, щоб визнання краси повертало тебе до її джерела — Бога. Якщо людина оволодіє цією мудрістю, то її фізична насолода сприятиме духовному розвитку.

## Бештати
Є вислів «бештати», який за «Академічним тлумачним словником української мови» означає «ганити» (діал. «ґанити»), лаяти".